# Администрация имущества Святого Престола
Администрация имущества Святого Престола (итал. Amministrazione dei Beni della Santa Sede, сокращённо ABSS) — бывшая дикастерия, которая до 1967 года управляла имуществом Святого Престола, кроме наличных денег и итальянских государственных облигаций, полученные при реализации Финансовой конвенции прилагающейся к Латеранским соглашениям 1929 года.
Возникновение Администрации имущества лежит в решении Папы Льва XIII от 9 августа 1878 года, когда он назначил своего тогдашнего государственного секретаря префектом Священного дворца и администратором церковного имущества, остававшегося у Святого Престола после полной потери Папской области в 1870 году. В 1891 году он поручил управление церковным имуществом Святого Престола комиссии кардиналов, которая была уже создана, чтобы контролировать, но не управлять, администрацию Гроша Петра и церковного имущества Святого Престола. 16 декабря 1926 года Папа Пий XI объединил с этой комиссией префектуру Священного дворца и секцию служб Церкви.
15 августа 1967 года Папа Павел VI объединил Специальную администрацию Святого Престола и Администрацию имущества Святого Престола в одно учреждение — Администрацию церковного имущества Святого Престола.